# 歌华有线

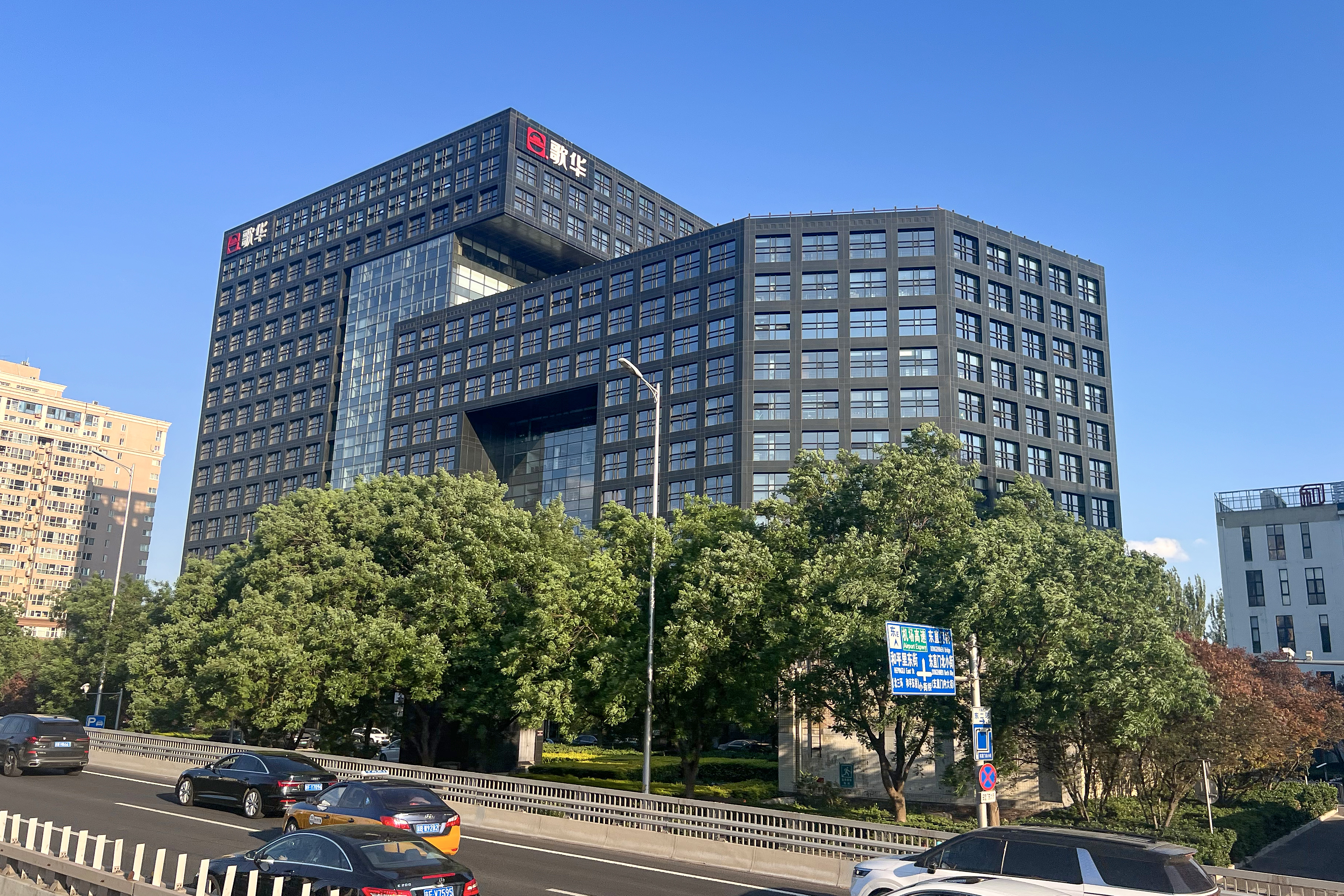
歌华大厦

北京歌華有線電視網絡股份有限公司，簡稱北京歌華有線網絡股份、北京歌華有線網絡、歌華有線、BGCTV（英語：Beijing Gehua CATV Network Co., Ltd.，上交所：600037），是中华人民共和国北京市的有線電視公司，1999年9月经北京市人民政府批准成立。業務為經營北京市有线广播电视网络的建设开发、经营管理和维护，从事广播电视节目收转传送、网络信息服务、视频点播业务，以及基于有线电视网的互联网接入服务、互联网数据传送增值业务等。
2001年2月28日，歌華有線於上海證券交易所股票上市，當時集資額為12.08億元人民幣。2014年11月27日，歌華有線宣布完成“歌華雲平台”一期建设，还发布基于歌華雲平台的“歌華雲飛視”和雲端遊戲。
2020年12月21日，歌华有线完成股份过户登记暨控制权变更，控股股东变更为中国广电网络股份有限公司。

2025年，歌华有线认真贯彻落实国家广播电视总局“超高清发展年”和“中国（北京）超高清电视先锋行动计划”工作部署。2025年5月，歌华有线在全国率先实现标清机顶盒退出市场，并完成全部模拟信号关停。2025年6月28日，歌华有线以广东卫视、深圳卫视4K超高清频道开播为契机，优化调整了全网电视频道排序，同步关停了同播的62套标清频道，为下一步更多4K超高清频道进网入户做好技术保障。